# Liste der Geheimbischöfe der Römisch-katholischen Kirche in Rumänien
Nach Inkrafttreten der Verfassung der Volksrepublik Rumänien am 13. April 1948 und dem Bruch mit Rom, bis zum Sturz von  Nicolae Ceaușescu am 22. Dezember 1989 wurden folgende Priester zu Bischöfen der Römisch-katholischen Kirche geweiht, zunächst ohne dass dies öffentlich bekannt gegeben wurde.
| Name                            | Bild | Geboren            | Funktion                                                                                              | Konsekration      | Konsekrator                                                             | Gestorben       |
| ------------------------------- | ---- | ------------------ | --- | ----------------- | ----------------------------------------------------------------------- | --------------- |
| Ioan Maria Duma (OFMCov)        |      | 5. November 1896   | Titularbischof von Iuliopolis (Papst Pius XII. 16. November 1948)                                     | 30. November 1948 | Gerald Patrick O’Hara, Offizial der Apostolischen Nuntiatur in Rumänien | 16. Juli 1981   |
| Adalbert Boros (Bela Boros)     |      | 20. September 1908 | Titularbischof von Ressiana (Papst Pius XII. November 1948)                                           | 12. Dezember 1948 | Gerald Patrick O’Hara, Offizial der Apostolischen Nuntiatur in Rumänien | 6. Juni 2003    |
| Imre Alfréd Erőss               |      | 7. Juli 1909       | Weihbischof im Bistum Alba Iulia und Titularbischof                                                   | 2. Februar 1949   | Gerald Patrick O’Hara, Offizial der Apostolischen Nuntiatur in Rumänien | 31. Juli 1950   |
| Seliger Szilárd Ignác Bogdánffy |      | 21. Februar 1911   | Weihbischof von Oradea Mare (Seliggesprochen von Papst Johannes Paul II. am 30. Oktober 2010)         | 14. Februar 1949  | Gerald Patrick O’Hara, Offizial der Apostolischen Nuntiatur in Rumänien | 3. Oktober 1953 |
| Joseph Schubert                 |      | 6. Juli 1890       | Apostolischer Administrator von Bukarest und Titularbischof von Ceramussa (Papst Pius XII. Juni 1950) | 30. Juni 1950     | Gerald Patrick O’Hara, Offizial der Apostolischen Nuntiatur in Rumänien | 4. April 1969   |
| Győző Simon Macalik             |      | 1. März 1890       | Weihbischof im Bistum Alba Iulia und Titularbischof von Azotus (Papst Benedikt XVI. 26. Januar 2012)  | 30. Juni 1950     | Alexandru Theodor Cisar Erzbischof von Bukarest                         | 19. August 1953 |